# 中山路 (湖內區、路竹區)
中山路（Zhongshan Rd.）是高雄市郊區重要的南北向幹道，屬於台1線縱貫公路，銜接岡山區的岡山北路，跨越路竹區及湖內區通往台南市仁德區，為兩市之間往來的主要幹道之一。中山路沿途除了靠近台鐵外，路竹區路段還經過南科高雄園區，加上未來的高雄捷運紅線岡山路竹延伸線預計於其上高架，將使得本道路更為重要。

## 行經行政區域
（由南至北）
- 路竹區
- 湖內區

## 分段

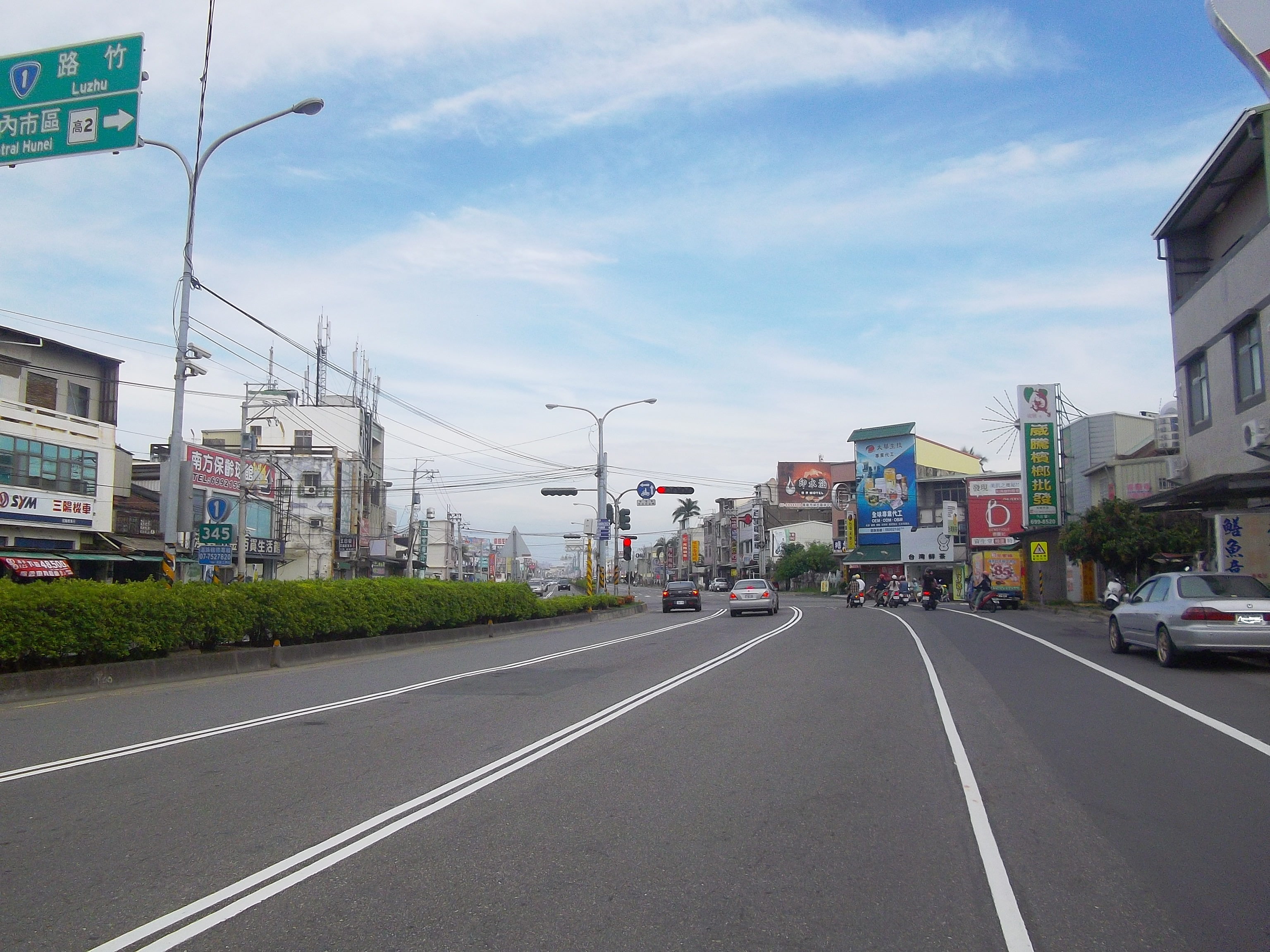
湖內區中山路二段

中山路分路竹區、湖內區共四個部分，屬台1線：
- 路竹區
  - 中山南路：南起於民治路口接岡山區岡山北路，北於路科十路口接中山路。
  - 中山路：南於路科十路口接中山南路，北抵大仁路口接湖內區中山路一段。
- 湖內區
  - 中山路一段：南起於大仁路口接路竹區中山路，北於中山路二段2巷接二段。
  - 中山路二段：南於中山路二段2巷接一段，北抵二層行橋接台南市仁德區。

## 沿線設施
（由南至北）
- 路竹區
  - 中山南路
    - 味全食品工業股份有限公司高雄廠
    - 高雄科學園區
    - 中山高速公路高科交流道聯外道路
    - 高雄秀傳紀念醫院（興建中）
    - 捷運高雄科學園區站（岡山路竹延伸線）
    - 立大農畜興業股份有限公司冷凍食品廠
    - 泰山企業路竹廠
    - 捷運台鋼科技大學站（岡山路竹延伸線）
    - 台鋼科技大學
      - 高雄市自然史教育館（台鋼科技大學內）

  - 中山路
    - 台亞石油加油站明田站
    - 捷運南路竹站（岡山路竹延伸線）
    - 麥當勞路竹店
    - 第一銀行路竹分行
    - 新光銀行路竹簡易型分行
    - 土地銀行路竹分行
    - 路竹竹南郵局
    - 高雄市路竹區路竹國小（页面存档备份，存于）
    - 捷運路竹站（岡山路竹延伸線）
    - 福記冷凍食品股份有限公司
    - 高新醫院
    - 台灣中油加油站路竹站
- 湖內區
  - 中山路一段
    - 台鐵大湖車站
    - 台灣中油加油站大湖站
    - 台灣中油千越加油站路竹站
    - 東方路、竹湖陸橋
    - 7-Eleven新東專門市
    - 東方技術學院
    - 捷運大湖站（岡山路竹延伸線）
    - 台灣自來水公司第七區管理處路竹服務所
    - 台糖加油站大湖站
    - 高雄市政府警察局湖內分局、湖街派出所（中山路一段290號）
    - 大湖長壽宮
    - 大湖夜市
    - 高雄市湖內區大湖國小
    - 田尾玉湖宮
    - 7-Eleven湖慧門市

  - 中山路二段
    - 奇美食品工廠
    - 高雄市湖內區湖內國中
    - 台灣中油加油站太爺站
    - 二層行橋

## 公共自行車
- 高雄市公共自行車租賃系統：
  - 高雄秀傳紀念醫院：中山南路/北嶺六路(東北側)
  - 台鋼科大：台鋼科技大學視聽大樓(南側)
  - 湖內國中：中山路二段63號

## 公車資訊
- 路竹區
  - 高雄客運
    - 8041C 林園－鳳山－澄清湖－岡山－茄萣
    - 8046A 高鐵左營站－文藻外語大學－岡山－路竹－嘉南藥理大學－台南火車站
    - 8046B 高鐵左營站－岡山－路竹－嘉南藥理大學－台南火車站
    - 紅67A  捷運南岡山站－岡山轉運站（岡山車站）－高雄科學園區

  - 港都客運
    - 紅71A、B 捷運南岡山站－岡山轉運站（岡山車站）－茄萣區公所
    - 紅73 岡山轉運站（岡山車站）－捷運南岡山站－阿蓮區公所

- 湖內區
  - 高雄客運
    - 239 茄萣站－台南航空站－台南火車站
    - 8041C 林園－鳳山－澄清湖－岡山－茄萣
    - 8046A 高鐵左營站－文藻外語大學－岡山－路竹－嘉南藥理大學－台南火車站
    - 8046B 高鐵左營站－岡山－路竹－嘉南藥理大學－台南火車站

  - 港都客運
    - 紅71A、B 捷運南岡山站－岡山轉運站（岡山車站）－茄萣區公所
（A路線自東方路口逆時針方向行駛；B路線自東方設計學院順時針方向行駛。並由大湖車站接回原線。）